# 島﨑信長
- 島崎信長

島﨑 信長（しまざき のぶなが、1988年12月6日 - ）は、日本の男性声優。宮城県塩竈市出身。青二プロダクション所属。
苗字の「島崎」が「﨑（たつさき）」であるため、報道などでは「崎（大のさき）」を使った「島崎」の表記も使用される。

## 来歴
小学校高学年の頃、『新機動戦記ガンダムW』の再放送を視聴し、主人公のヒイロ・ユイを演じた緑川光がきっかけで、声優を職業として意識するようになる。
高校2年の時、母親が申し込んだ芸能プロダクションのタレントオーディションに参加し、歌や芝居や水着審査などを受けて、最終選考まで残るが落選する。その時「自分がやりたいことはタレントではないが、芸能界的な選択肢もありなのかも」と思い、普通の生活に戻る。
高校卒業後は、周囲の環境から影響を受けて、歯科医を目指して浪人をした。しかし半年ほどで逃避したい気持ちになり、「もしかして、一番やりたいことは声優なんじゃないか!」 と思い、2007年、81プロデュースが行った「第1回81オーディション」に参加し、江口拓也と共に最終選考に残るが、落選する。大きなオーディションにもかかわらず最後の2人に残れたことは、「きちんと訓練を積んで本気で目指せば、もしかして自分でも届くんじゃないか」と島﨑にとって思えるようになり、2008年、青二塾東京校第29期に入所する。
2009年、『戦場のヴァルキュリア』のヘルバート・ニールセン役で声優デビュー。
2010年12月、事務所と作曲家であるUZAと出版社の合同企画で「ヘッドホン男子」という名前で歌ってみたの活動とコスモ隊として1年間活動。
2012年1月、『あの夏で待ってる』の霧島海人役でテレビアニメ初主演。
2013年3月1日、第7回声優アワード新人男優賞を受賞。
2016年1月1日、みやぎ絆大使に就任。
2021年3月6日、第15回声優アワード助演男優賞を受賞。
2022年8月8日、青二事務所公式で島﨑信長の個人ファンクラブアプリを公開した。会員専用サイトであり、略称は「ノブライブ」。また、これをきっかけに宣材写真を取り直して公開した。同年、初めて1人でのラジオ番組、『島﨑信長のパケドリ。』10月7日から超!A&G+にて翌日にYouTube「セカンドショットちゃんねる」が2週間限定公開、ニコニコ動画「せかんどちょっとチャンネル」ではアーカイブとアフタートーク（会員限定）が始まる。
2023年1月1日、結婚したことを報告。
2025年6月1日、第一子誕生を報告。

## 人物
苗字の「島﨑」は本来、旧字体である「﨑」（「可」の上に「立」を組み合わせた字）を使うが、変換が困難なため常用漢字の「崎」（「可」の上に「大」）で代用されることがある。
信長という名前は、織田信長が由来ではなく、島﨑が生まれたときに曽祖母が命名師に依頼してつけてもらった。命名師から「絶対に、信長がいい」と説かれる。のちに祖母から「信長という名前は、いいことをしても悪いことをしても覚えられてしまうから、悪いことができなくなる良い名前だ」と言われる。命名は両親も戸惑ったが、島﨑本人は結果的に業界に入って「名前だけですぐ覚えてもらえる」から得をしてることが多いという。
中学時代は『テニスの王子様』好きで、ソフトテニス部に入部し、テニス部部長と生徒会長を務めた。テニスの王子様の中で好きなキャラクターは跡部景吾で、自身のTwitterで誕生日を祝うほどである。高校時代は吹奏楽部でテナーサックスを担当し、バンドのボーカルも務めたが、楽器はサックスしかできない。
3つ下の妹とその2つ下の弟がいる長男で、兄弟仲はよい。
趣味は料理、お菓子作り、ゲーム。特技はPC自作。
学生時代は授業中に眼鏡をかけ、声優として仕事を始めてからは眼鏡とコンタクトレンズを使い分けていたが、コンタクトが合わずレーシック手術をしている。
同期である松岡禎丞とは非常に仲が良く、「同期に彼がいなかったら、いまの自分は絶対にいない」という。また、「“親友であり、ライバルである”と胸を張って言えるような存在でありたい」と語っており、「あんなにすごいヤツが同期にいるというのは大変でもありますが、自分も頑張らなきゃといつも刺激を受けている」と述べている。また、信長の結婚の際の保証人を松岡が担当している。
声優界でもかなりの「ラブライバー」としても知られている。お気に入りのキャラは小泉花陽。
TYPE-MOON作品のファンであり、『FGO』の生放送などにも出演している。その際に｢過去の作品を稼働できるPCを所有している｣と発言する（今のPC環境では稼働できないシステムを無理矢理稼働させている）、愛着のあるキャラにヴァーチャルでも触れるなら何を投げうっても構わない。と作品群へのかなりの愛を語っている。
Kis-My-Ft2の宮田俊哉と友人である。アニメオタクである宮田とは、「年齢が同じ」、「ラブライバーである」、といった共通点があり、友人となる前の対談時には、オタクトークばかりで仕事の話をほぼしなかったという程気が合っている。2020年のいわゆる「自粛期間」中には、二人でリモート飲み会も行った。

## 出演
太字はメインキャラクター。

### テレビアニメ
2009年
- あにゃまる探偵 キルミンずぅ（地井ハヤト）
- 怪談レストラン（少年）
- 戦場のヴァルキュリア（ヘルバート・ニールセン）

2010年
- Angel Beats!（NPC男A、ギルド員B、戦線メンバーA、乗客B）
- SDガンダム三国伝 Brave Battle Warriors（2010年 - 2011年、孫権ガンダム、烏丸兵）
- GIANT KILLING（矢野真吾、小室、ETU事務員）
- 侵略!イカ娘（幽霊2、男、男B）
- 世紀末オカルト学院（男子生徒）
- ぬらりひょんの孫（2010年 - 2011年、鼠妖怪、妖怪、伝令、陰陽師、手の目） - 2シリーズ
- 薄桜鬼（羅刹、侍、兵）
- ひめチェン!おとぎちっくアイドル リルぷりっ（お兄さん）
- 迷い猫オーバーラン!（男子生徒A）
- リングにかけろ1 影道編（影道ボクサー）

2011年
- 異国迷路のクロワーゼ The Animation（青年3）
- 快盗天使ツインエンジェル〜キュンキュン☆ときめきパラダイス!!〜（警備員B、店員、客男E）
- 灼眼のシャナIII-FINAL-（2011年 - 2012年、”獰暴の鞍”オロバス）
- SKET DANCE（平泉英一）
- 世界一初恋（編集者、来賓） - 2シリーズ
- そふてにっ（白玉男子A）
- たまゆら〜hitotose〜（男）
- 爆丸バトルブローラーズ ガンダリアンインベーダーズ（少年）
- バトルスピリッツ 覇王（アントニー・スタルク）
- 花咲くいろは（生徒A、生徒B、生徒G）
- Fate/Zero（アサシン）
- ベン・トー（生徒A、一年生）
- ONE PIECE（2011年 - 2024年、男、山賊、住人、ダダンの部下、シャンクス〈子供〉 他）

2012年
- あの夏で待ってる（霧島海人）
- エリアの騎士（厚木北6番）
- 君と僕。2（柳、男子生徒3）
- 黒子のバスケ（2012年 - 2015年、桜井良） - 3シリーズ / 2016年に『ウインターカップ総集編』劇場上映
- 恋と選挙とチョコレート（夜雲のSP2）
- PSYCHO-PASS サイコパス（清掃作業員）
- じょしらく（歌舞伎者3）
- 好きっていいなよ。（中西健志）
- 聖闘士星矢Ω（生徒）
- ゼロの使い魔F（副官）
- 戦姫絶唱シンフォギア（観客2）
- TARI TARI（田中大智）
- To LOVEる -とらぶる- ダークネス（男子生徒）
- 探偵オペラ ミルキィホームズ 第2幕（男子生徒）
- トータル・イクリプス（帝国軍衛士B、下士官A、少年兵）
- 這いよれ! ニャル子さん（宇宙人）
- めだかボックス アブノーマル（牛深柄春）
- モーレツ宇宙海賊（航法士、ホールアナウンス、海賊、バルバルーサ乗組員）
- 輪廻のラグランジェ（木崎圭、海田正明、ヘリジーム） - 2シリーズ
- ONE PIECE エピソードオブルフィ 〜ハンドアイランドの冒険〜（海兵）

2013年
- 俺の彼女と幼なじみが修羅場すぎる（男子生徒B）
- 帰宅部活動記録（実況）
- 京騒戯画（神社の兵士達）
- 銀の匙 Silver Spoon（2013年 - 2014年、相川進之介） - 2シリーズ
- 琴浦さん（男子生徒）
- さくら荘のペットな彼女（2013年 - 2014年、姫宮伊織、新生徒会長）
- ダイヤのA（2013年 - 2020年、降谷暁） - 3シリーズ
- 断裁分離のクライムエッジ（鳴門小太郎）
- デート・ア・ライブ（2013年 - 2024年、五河士道、崇宮真士） - 5シリーズ
- とある科学の超電磁砲S（不良）
- フォトカノ（前田一也）
- Free!（2013年 - 2018年、七瀬遙） - 3シリーズ
- よんでますよ、アザゼルさん。Z（波目岡）
- リトルバスターズ!（サッカー部キャプテン）

2014年
- オオカミ少女と黒王子（木村良人）
- 俺、ツインテールになります。（観束総二、クラブギルディ）
- オレん家のフロ事情（龍己）
- 寄生獣 セイの格率（2014年 - 2015年、泉新一）
- グラスリップ（井美雪哉）
- 健全ロボ ダイミダラー（真玉橋孝一）
- ゴールデンタイム（トモヤス）
- それでも世界は美しい（リヴィウス一世）
- ノブナガ・ザ・フール（オダ・ノブカツ）
- ノブナガン（マハトマ・ガンジー）
- バディ・コンプレックス（タルジム・ヴァシリー）
- pupa（長谷川現）

2015年
- アクエリオンロゴス（灰吹陽）
- 今、ふたりの道（佐藤薫平）
- VAMPIRE HOLMES（ハドソン）
- 俺物語!!（砂川誠）
- 蒼穹のファフナー EXODUS（御門零央）
- 枕男子（笹山直央）
- ミカグラ学園組曲（二宮シグレ）
- ワールドトリガー（2015年 - 2022年、ヒュース） - 3シリーズ

2016年
- アクティヴレイド -機動強襲室第八係-（黒騎猛） - 2シリーズ
- 暗殺教室（二代目 死神）
- ALL OUT!!（月中幸太郎）
- キズナイーバー（由多次人）
- 機動戦士ガンダム 鉄血のオルフェンズ（2016年 - 2017年、イオク・クジャン）
- クラシカロイド（2016年 - 2018年、神楽奏助） - 2シリーズ
- SERVAMP-サーヴァンプ-（リヒト・ジキルランド・轟）
- 斉木楠雄のΨ難（2016年 - 2018年、海藤瞬） - 2シリーズ + 完結編
- 少女たちは荒野を目指す（菊池先生）
- 少年メイド（鷹取円）
- 虹色デイズ（片倉恵一）
- 灰と幻想のグリムガル（マナト）
- ハルチカ〜ハルタとチカは青春する〜（マレン・セイ）
- はんだくん（半田清）
- ファンタシースターオンライン2 ジ アニメーション（茅野コウタ / コア）
- Fate/Grand Order（2016年 - 2017年、藤丸立香） - 3作品
- 私がモテてどうすんだ（六見遊馬）

2017年
- クズの本懐（粟屋麦）
- タイムボカン24（藤原道長）
- クレヨンしんちゃん（上里杉男、イケメン王子）
- デジモンユニバース アプリモンスターズ（雲龍寺ナイト / クラウド）
- スタミュ（2017年 - 2019年、揚羽陸） - 2シリーズ
- カブキブ!（丹羽花満）
- ねこねこ日本史（2017年 - 2019年、千里、フビライ・ハン、徳川家定、徳川慶喜〈一橋慶喜〉、三好政康 他） - 2シリーズ
- エロマンガ先生（獅童国光）
- 18if（月城遥人）
- バチカン奇跡調査官（トーマス・シメオン神父）
- プリプリちぃちゃん!!（森和馬）
- 将国のアルタイル（オルハン）
- ブラッククローバー（2017年 - 2021年、ユノ）
- 戦刻ナイトブラッド（明智光秀）
- 牙狼〈GARO〉-VANISHING LINE-（2017年 - 2018年、ルーク）
- クジラの子らは砂上に歌う（スオウ）

2018年
- 覇穹 封神演義（普賢真人）
- 伊藤潤二『コレクション』（北脇治彦）
- 博多豚骨ラーメンズ（緋狼）
- ルパン三世 PART5（八咫烏五郎）
- されど罪人は竜と踊る（ガユス・レヴィナ・ソレル）
- バキ（2018年 - 2020年、範馬刃牙） - 2シリーズ
- 中間管理録トネガワ / 1日外出録ハンチョウ（佐衛門三郎二朗）
- それいけ!アンパンマン（2018年 - 2020年、ソフトクリームマン〈3代目〉）
- ソードアート・オンライン アリシゼーション（2018年 - 2020年、ユージオ） - 2シリーズ
- 抱かれたい男1位に脅されています。（二宮雪生）

2019年
- revisions リヴィジョンズ（張・剴・シュタイナー）
- とある魔術の禁書目録III（オッレルス）
- フルーツバスケット（2019年 - 2021年、草摩由希） - 3シリーズ
- 消滅都市（ツバサ）
- 彼方のアストラ（シャルス・ラクロワ）
- ナカノヒトゲノム【実況中】（駆堂シンヤ）
- イナズマイレブン オリオンの刻印（ペトロニオ・パッティ）
- 女子高生の無駄づかい（青山）
- Fate/Grand Order -絶対魔獣戦線バビロニア-（2019年 - 2020年、藤丸立香）
- 警視庁 特務部 特殊凶悪犯対策室 第七課 -トクナナ-（黒真珠）
- ルパン三世 プリズン・オブ・ザ・パスト（八咫烏五郎）

2020年
- ハイキュー!! TO THE TOP（角名倫太郎）
- 富豪刑事 Balance:UNLIMITED（伊勢崎翔）
- ハクション大魔王2020（金甘利コバン）
- レゴ モンキーキッド（ナタ）
- ミュークルドリーミー（黒猫）
- おそ松さん（新チョロ松）
- おじゃる丸（ティーバックの王子、郵便配達員）
- 呪術廻戦（2020年 - 2023年、真人） - 2シリーズ
- とーとつにエジプト神（2020年 - 2023年、ホルス ） - 2シリーズ

2021年
- 弱キャラ友崎くん（2021年 - 2024年、水沢孝弘） - 2シリーズ
- 怪病医ラムネ（大友隆晴）
- ましろのおと（澤村雪、どっこい）
- 幼なじみが絶対に負けないラブコメ（甲斐哲彦、大工）
- すばらしきこのせかい The Animation（王子英二）
- 蜘蛛ですが、なにか?（サジン / 草間忍）
- NIGHT HEAD 2041（霧原直也）
- さんかく窓の外側は夜（三角康介）
- ヴィジュアルプリズン（ミスト・フレーヴ）
- ルパン三世 PART6（2021年 - 2022年、八咫烏五郎）

2022年
- 佐々木と宮野（鍵浦昭）
- であいもん（納野和）
- ヒロインたるもの!〜嫌われヒロインと内緒のお仕事〜（柴崎愛蔵）
- シャドウバースF（2022年 - 2024年、バトルフェンサー）
- かぐや様は告らせたい〜天才たちの恋愛頭脳戦〜（2022年 - 2023年、前会長） - 1シリーズ + 特別編
- シャドーハウス（ジェレマイア / ジェレミ）
- 勇者パーティーを追放されたビーストテイマー、最強種の猫耳少女と出会う（アリオス・オーランド）
- 虫かぶり姫（アルフレッド・ベルンシュタイン）
- 聖剣伝説 Legend of Mana -The Teardrop Crystal-（シャイロ）
- 後宮の烏（温螢）
- シルバニアファミリー シリーズ（2022年 - 2023年、ウィリアム） - 2シリーズ
- ブルーロック（2022年 - 2024年、凪誠士郎） - 2シリーズ

2023年
- 吸血鬼すぐ死ぬ2（下半身透明）
- HIGH CARD（2023年 - 2024年、オーウェン・オールデイズ） - 2シリーズ
- 僕の心のヤバイやつ（2023年 - 2024年、南条ハルヤ） - 2シリーズ
- 東京リベンジャーズ（黒川イザナ） - 2シリーズ
- Opus.COLORs（由羅拓海）
- デッドマウント・デスプレイ（雑貸殿）
- うちの会社の小さい先輩の話（秋那千尋）
- ダークギャザリング（幻燈河螢多朗）

2024年
- マッシュル-MASHLE- 神覚者候補選抜試験編（カルド・ゲヘナ）
- ループ7回目の悪役令嬢は、元敵国で自由気ままな花嫁生活を満喫する（アルノルト・ハイン）
- 道産子ギャルはなまらめんこい（四季翼）
- うる星やつら (2022)（真吾）
- 豚のレバーは加熱しろ（ケント）
- 神は遊戯に飢えている。（フェイ・テオ・フィルス）
- 忘却バッテリー（千早瞬平）
- WIND BREAKER（2024年 - 2025年、蘇枋隼飛） - 2シリーズ
- 転生したら第七王子だったので、気ままに魔術を極めます（ジェイド、ギザルム）
- カードファイト!! ヴァンガード Divinez（2024年 - 2025年、藍川クオン） - 2シリーズ
- 異世界失格（ヴォルフ）
- 名探偵コナン（間小吉）
- 負けヒロインが多すぎる!（隼斗〈受け〉）
- アクロトリップ（クロマ / 玄実クロマ）
- ダンジョンに出会いを求めるのは間違っているだろうかV 豊穣の女神篇（2024年 - 2025年、ヘディン・セルランド）
- 村井の恋（春夏秋冬）
- チ。-地球の運動について-（コルベ）
- 魔王2099（緋月の父）

2025年
- SAKAMOTO DAYS（朝倉シン） - 2シリーズ
- キン肉マン 完璧超人始祖編（ペンタゴン）
- SHIBUYA♡HACHI（ナレーション）
- TO BE HERO X（ヤン・チョン）
- 勘違いの工房主〜英雄パーティの元雑用係が、実は戦闘以外がSSSランクだったというよくある話〜（リクト）
- SI-VIS: The Sound of Heroes（ソウジ）

2026年
- 火喰鳥 羽州ぼろ鳶組（彦弥）
- 黒猫と魔女の教室（クロード・シリウス）

時期未定
- 転生した大聖女は、聖女であることをひた隠す（シリル・サザランド）

### 劇場アニメ
2011年
- トワノクオン 第四章（若者C）

2012年
- ももへの手紙

2013年
- AURA 〜魔竜院光牙最後の闘い〜（佐藤一郎）
- 劇場版 とある魔術の禁書目録 -エンデュミオンの奇蹟-（クロウ7）
- 聖☆おにいさん（コンビニ店員・田中）
- どーにゃつ（ウェッジ）

2015年
- Wake Up, Girls! 続・劇場版（カルロス鴨田）
- Free!（2015年 - 2021年、七瀬遙） - 6作品
- 劇場版デート・ア・ライブ 万由里ジャッジメント（五河士道）

2016年
- 君の名は。（藤井司）

2017年
- ゴーちゃん。〜モコとちんじゅうの森の仲間たち〜（カモさん）
- 劇場版 トリニティセブン -悠久図書館と錬金術少女-（ラスト・トリニティ）
- 劇場版 黒子のバスケ LAST GAME（桜井良）
- BLAME!（フサタ）

2018年
- ゴーちゃん。〜モコと氷の上の約束〜（カモさん）
- 劇場版 SERVAMP-サーヴァンプ- -Alice in the Garden-（リヒト・ジキルランド・轟）
- モンスターストライク THE MOVIE ソラノカナタ（ナツキ）

2019年
- コードギアス 復活のルルーシュ（シェスタール・フォーグナー）
- クレヨンしんちゃん 新婚旅行ハリケーン 〜失われたひろし〜（イケメン）

2020年
- 映画 ねこねこ日本史 〜龍馬のはちゃめちゃタイムトラベルぜよ!〜（一橋慶喜）
- 思い、思われ、ふり、ふられ（山本理央）
- どうにかなる日々（田辺くん）
- 劇場版 Fate/Grand Order（2020年 - 2021年、藤丸立香） - 3作品
- HoneyWorks 10th Anniversary ”LIP×LIP FILM×LIVE”（愛蔵）

2021年
- サマーゴースト（小林涼）

2022年
- ブルーサーマル（倉持潤）
- おそ松さん〜ヒピポ族と輝く果実〜（新チョロ松）

2023年
- 映画 佐々木と宮野ー卒業編ー（鍵浦昭）
- ブラッククローバー 魔法帝の剣（ユノ）

2024年
- 「鬼滅の刃」絆の奇跡、そして柱稽古へ（前田まさお）
- 劇場版ブルーロック -EPISODE 凪-（凪誠士郎）
- 範馬刃牙VSケンガンアシュラ（範馬刃牙）

2025年
- 小林さんちのメイドラゴン さみしがりやの竜（アーザード）

### OVA
2010年代
- ドラゴンボール エピソード オブ バーダック（2011年、チルドの部下）
- 薄桜鬼 雪華録（2011年、隊士、浪士）
- コードギアス 亡国のアキト（2012年 - 2016年、イレヴンの少年兵B、ヨハネ・ファビウス）
- ルパン三世 Master File（2012年、警官A）
- 輪廻のラグランジェ ピクチャードラマ（2012年、配達員）
- ナゾトキ姫は名探偵♥（2013年、駄阿林太郎） - 『ちゃお』2013年5月号付録、コミックス第6巻アニメDVD付特装版
- 堀さんと宮村くん（2014年 - 2015年、仙石翔）
- 虹色デイズ（2016年、片倉恵一） - コミックス第13巻アニメDVD同梱版
- スタミュ in ハロウィン（2018年、揚羽陸）
- ブラッククローバー オール魔法騎士感謝祭（2018年、ユノ） - ジャンプスペシャルアニメフェスタ2018上映作品
- エロマンガ先生（2019年、獅童国光）
- 蒼穹のファフナー THE BEYOND（2019年 - 2021年、御門零央）

2020年代
- Fate/Grand Carnival（2021年、巌窟王 エドモン・ダンテス）
- フルーツバスケット -prelude-（2022年、草摩由希）
- 佐々木と宮野（2022年、鍵浦昭） - コミックス第9巻アニメDVD付特装版

### Webアニメ
2010年
- Starry☆Sky（クラスメイト(1)、弓道部員、弓道部員C）

2016年
- 佐賀県を巡るアニメーション『冬の誓い 夏の祭り 武雄の大楠』（颯太）

2017年
- てぃ先生（てぃ先生）

2018年
- ソードガイ The Animation（的場慎）
- 異世界居酒屋〜古都アイテーリアの居酒屋のぶ〜（カミル）

2019年
- ファイトリーグ ギア・ガジェット・ジェネレーターズ（ガンバルの主人公）
- むぎゅっと！ブラッククローバー（ユノ）
- Fate/Grand Order -絶対魔獣戦線バビロニア- Episode 0 Initium Iter（藤丸立香）
- ゼノンザード THE ANIMATION（東蒼汰）
- 斉木楠雄のΨ難 Ψ始動編（海藤瞬、河野盾）
- Levius -レビウス-（レビウス・クロムウェル）

2020年
- とーとつにエジプト神（2020年 - 2021年、ホルス）

2021年
- 範馬刃牙（2021年 - 2023年、範馬刃牙） - 2シリーズ
- KAIJU DECODE 怪獣デコード（レイ）

2022年
- ヒロインたるもの!〜嫌われヒロインと内緒のお仕事〜 ミニ劇場（柴崎愛蔵）
- TIGER & BUNNY 2（トーマス・トーラス / ヒーイズトーマス）
- Fate/Grand Order 藤丸立香はわからない（2022年 - 2025年、藤丸立香、巌窟王 エドモン・ダンテス、アルジュナ） - 3シリーズ + 特別編2作品

2023年
- グッド・ナイト・ワールド（あああああ / 有間明日真）

### ゲーム
2009年
- VitaminZ

2010年
- 仮面ライダー クライマックスヒーローズ（2010年 - 2012年、仮面ライダーインペラー） - 3作品
- ゴッドイーター バースト（プレイヤーボイス、フェデリコ・カルーゾ）
- 戦場のヴァルキュリア2 ガリア王立士官学校（ピート・スタング、ランディ・ハムスン）
- VitaminZ Revolution

2011年
- SDガンダム GGENERATION（イオク・クジャン、孫権ガンダム） - 2作品
- 真・三國無双6（2011年 - 2012年、兵卒E、エディット男・楽天家） - 2作品
- スト☆マニ 〜Strobe☆Mania〜（西城弥生）
- テイルズ オブ ザ ワールド レディアント マイソロジー3（ヒーローズボイス）

2012年
- いますぐお兄ちゃんに妹だっていいたい!（三谷陸斗）
- 黒子のバスケ（2012年 - 2015年、桜井良） - 3作品
- 幻想水滸伝 紡がれし百年の時（ギジェリガー、キアロ）
- 新・剣と魔法と学園モノ。刻の学園
- 真・北斗無双（サウザー〈少年期〉）
- スーパーロボット大戦OGサーガ 魔装機神II REVELATION OF EVIL GOD（一般兵）
- ゼッタイ☆スター（須藤司）

2013年
- 機動戦士ガンダム オンライン（プレイヤーボイス）
- Unlight（エヴァリスト）
- 仮面ライダー バトライド・ウォー（2013年 - 2016年、ン・ダグバ・ゼバ） - 3作品
- 下天の華（森蘭丸）
- 真・三國無双7（2013年 - 2014年、関興） - 3作品
- STORM LOVER 2nd（一本松ヤマト）
- スーパーロボット大戦UX（孫権ガンダム）
- マジカルバトルフェスタ（真宮響一）
- マブラヴ オルタネイティヴ トータル・イクリプス（ミハイル・セロフ）

2014年
- いざ、出陣！恋戦 第二幕〜越後編〜（前田慶次）
- 狼カレシと内緒のスキャンダル（五十嵐昴）
- 仮面ライダー サモンライド!
- CV 〜キャスティングボイス〜（牙龍院鏡夜）※DLC追加キャラクター
- クイズマジックアカデミー天の学舎（セレスト）
- 下天の華 夢灯り（森蘭丸）
- ゴッドイーター2 ANOTHER EPISODE 防衛班の帰還（真壁テルオミ）
- シャイニング・レゾナンス（ユーマ・イルバーン）
- シャリーのアトリエ 〜黄昏の海の錬金術士〜（アルバート・ペリアン）
- 神撃のバハムート（カムラ、フェルディア）
- パズドラ バトルトーナメント -ラズール王国とマドロミドラゴン-（水無月ヨウ）
- プリPia〜プリンスPia♥キャロット〜（鈴城瞬）
- プリンスPia♥キャロット（鈴城瞬）
- 魔装詠唱バトルスター（雨宮イスミ）

2015年
- CLOSERS（ハルト＝カグラギ）
- 恋せよ王子様（レオナルド）
- ゴッドイーター2 レイジバースト（真壁テルオミ）
- ゼノブレイドクロス（HB） - DLC追加キャラクター
- セブンスドラゴンIII code:VFD
- デート・ア・ライブ Twin Edition 凜緒リンカーネイション（五河士道〈ダイジェストパート〉）
- 東京乙女レストラン（藤崎薫）
- ファイアーエムブレムif（主人公〈男性〉、カンナ〈男性〉）
- ファンタシースターオンライン2（†コア†、男性共通ユーマボイス、男性共通†コア†ボイス）
- BLAZBLUE CENTRAL FICTION（ナオト＝クロガネ〈黒鉄ナオト〉）
- ボーイフレンド（仮）（渡世千里）
- メビウス ファイナルファンタジー（ウォル）
- 夢王国と眠れる100人の王子様（ミカエラ）

2016年
- 暗殺教室 アサシン育成計画!!（死神）
- GARM STRUGGLE〜狂鎖の番狗〜（皇真央）
- グランブルーファンタジー（2016年 - 2023年、ジャミル）
- PsychicEmotion6（黒崎司）
- Shadowverse（2016年 - 2020年、冥守の戦士・カムラ、氷剣の戦鬼、アルティメットキャロット、アクセルヒーロー・マイザー）
- 少女たちは荒野を目指す（菊池）
- 消滅都市2（ツバサ）
- スーパーロボット大戦OG ムーン・デュエラーズ（トーヤ・シウン）
- 7'scarlet（迦具土ヒノ）
- 大乱闘スマッシュブラザーズシリーズ（2016年 - 2018年、カムイ） - 3作品
- 天穹のアルクルス（アッシュ・レイヴン）
- Fate/Grand Order（2016年 - 2025年、アルジュナ、巌窟王 エドモン・ダンテス / モンテ・クリスト） - 2作品

2017年
- 蒼き革命のヴァルキュリア（ブルム・トマソン）
- ファイアーエムブレム ヒーローズ（2017年 - 2025年、カムイ、カンナ、キサ、ハイドラ）
- 陰陽師（妖琴師、妖狐)
- ソードアート・オンラインシリーズ（2017年 - 2022年、ユージオ、ノブナガ） - 7作品
- 天下統一恋の乱 Love Ballad（藤林朔夜）
- カクテル王子（テキーラ・サンライズ）
- イケメンヴァンパイア◆偉人たちと恋の誘惑（ナポレオン・ボナパルト）
- ハイリゲンシュタットの歌（アルシェ）
- ファイアーエムブレム無双（カムイ〈男〉）
- ゼノブレイド2（ヨシツネ）
- アトム:時空の果て（主人公男）
- ドラゴンクエスト ライバルズ（ヒューザ、ファーリス王子）

2018年
- 真・三國無双8（関興）
- スーパーロボット大戦X（タルジム・ヴァシリー）
- 斉木楠雄のΨ難 妄想暴走 Ψキックバトル（海藤瞬）
- Fate/EXTELLA LINK（アルジュナ）
- DREAM!ing（望月悠馬）
- 夜明けのベルカント（アレル・バレスタイン）
- ブラッククローバー カルテットナイツ（ユノ）
- 無双OROCHI 3（2018年 - 2019年、関興） - 2作品
- 文豪とアルケミスト（河東碧梧桐）
- ワールドエンドヒーローズ（久森晃人）

2019年
- スーパーロボット大戦X-Ω（真玉橋孝一）
- ダンジョンに出会いを求めるのは間違っているだろうか 〜メモリア・フレーゼ〜（五河士道）
- ASTRAL CHAIN（主人公〈男〉、アキラ・ハワード〈男〉）
- ドラゴンクエストXI 過ぎ去りし時を求めて S（ファーリス王子、ぱふぱふ娘〈エドゥリス〉）
- ブレイドエクスロード（Z）
- とある魔術の禁書目録 幻想収束（オッレルス）
- 錬神のアストラル（須佐竜之介）
- 星鳴エコーズ（霧隠冬弥）
- 新サクラ大戦（アーサー）
- 剣が刻（鴇羽）

2020年
- ポーカースタジアム（レイ）
- ふろ恋 私だけの入浴執事（東雲レオ）
- ディズニー ツイステッドワンダーランド（シルバー）
- オランピアソワレ（璃空）
- ポケモンマスターズ / EX（2020年 - 2023年、アーティ）
- 龍が如く ONLINE（範馬刃牙）
- 北斗の拳 LEGENDS ReVIVE（範馬刃牙）
- ぷよぷよ!!クエスト（角名倫太郎）
- CARAVAN STORIES（ウィロー）
- HoneyWorks Premium Live（2020年 - 2023年、愛蔵）

2021年
- ラクガキ キングダム（暁ヒロト）
- ドラゴンクエストX いばらの巫女と滅びの神 オンライン（ヒューザ）
- BLAZBLUE ALTERNATIVE DARKWAR（ナオト＝クロガネ）
- テイルズ オブ ザ レイズ（2021年 - 2022年、ユノ、ユージオ）
- アナザーエデン 時空を超える猫（ガラムバレル）
- アンジェリーク ルミナライズ（ゼノ）
- 白夜極光（ワタリ）
- 原神（楓原万葉）
- 戦国無双5（織田信長）
- テトテ×コネクト（葦原ゆはた）

2022年
- アークナイツ（テキーラ）
- スーパーロボット大戦DD（2022年 - 2023年、ヨハネ・ファビウス、黒騎猛）
- バキ KING OF SOULS（範馬刃牙）
- 白猫プロジェクト（ジン）
- 共闘ことばRPG コトダマン（2022年 - 2023年、真人、ヒュース、凪誠士郎、黒川イザナ）
- 聖剣伝説 ECHOES of MANA（シャイロ）
- エターナルツリー（響、青蓮）
- MELTY BLOOD: TYPE LUMINA（2022年 - 2023年、カルデアの少年、巌窟王）
- SDガンダム バトルアライアンス（イオク・クジャン）
- モンスターストライク（トーマス / ヒーイズトーマス）
- ドラゴンクエストX オフライン（ヒューザ）
- 悪魔執事と黒い猫（テディ・ブラウン）
- 機動戦士ガンダム 鉄血のオルフェンズG（イオク・クジャン）
- ドラゴンクエスト トレジャーズ 蒼き瞳と大空の羅針盤（ゲールズ、オーク族、ビッグハット族、キラーマシン族、サタンジェネラル族）

2023年
- FREDERICA（ワンダラー）
- Fate/Samurai Remnant（逸れのアーチャー / アルジュナ）
- 呪術廻戦 ファントムパレード（真人）
- ジョジョの奇妙な冒険 オールスターバトルR（透龍） - DLC追加キャラクター
- みんなで早押しクイズ（南月レイ）

2024年
- 呪術廻戦 戦華双乱（真人）
- ゴブリンスレイヤー -ANOTHER ADVENTURER- NIGHTMARE FEAST（貴族、吸血鬼）
- 妖怪ウォッチ ぷにぷに（黒川イザナ）
- 燃えよ！ 乙女道士 〜華遊恋語〜（ロンレイ）
- リバースブルー×リバースエンド（英雄）

2025年
- ゼノブレイドクロス ディフィニティブエディション（HB）
- 新月同行（伝影）

### ドラマCD
- アインザッツ（頼場駈呂[322]）
- あかいいと（桐谷蓮[323]）※コミックス第8巻ドラマCD付限定版
- あなたの人生肯定CD〜Yes, you are right.〜 vol.2 「いきぬけ!21才」（智幸[324]）
- 甘く優しい世界で生きるには（グレイ・フォン・マジェスタ[325]）
- 息遣いシリーズ 双子編 兄と弟の日常吐息（椎名直[326]）
- いざ、出陣! 恋戦 第二幕 武将探偵 上杉謙信 〜干し柿殺人事件〜（前田慶次[327]）
- 偉人アイドルプロジェクト 歴sing♪ 第2巻（後藤象二郎[328]）
- いま妹 ドラマCD2 いますぐお兄ちゃんに誰か一人を選んでっていいたい!（三谷陸斗）
- VANQUISH BROTHERS（ノブナガ[329]）
- 英会話教師 前園くんと後田くん!!（前園勇気）
- SSG〜名門男子校血風録〜（本郷蒼太）※コミックス第1巻ドラマCD付き特装版[330]
- The Epic of Zektbach Novel CD Series 〜Blind Justice〜
- 落ちてきた龍王と滅びゆく魔女の国（ナーガ[331]）
- おまえをオタクにしてやるから、俺をリア充にしてくれ! ドラマCD（柏田直輝[332]）
  - おまえをオタクにしてやるから、俺をリア充にしてくれ! ドラマCD vol.2[333]
- 神々の午睡（コタル）
- Dear Girl〜Stories〜 響 ドラマCD THE Final（高城[334]）
- KISS×KISS collections Vol.24 「はじめてのキス」（有村高志）
- 今日のケルベロス（御門千明[335]）
- 黒子のバスケ DRAMA THEATER 3rd GAMES「すれ違っているかもしれません」（桜井良）
- 小悪魔ティーリと救世主!?（鮫島聡一郎[336]）
- SERVAMP-サーヴァンプ- ドラマCD『吸血鬼だらけの夏休み』（リヒト・ジキルランド・轟[337]）
  - SERVAMP-サーヴァンプ- ドラマCD『吸血鬼だらけの冬休み』（リヒト・ジキルランド・轟[338]）
- PsychicEmotion6 vol.6 黒崎司 ★2つの顔を持つ謎の美少年★（黒崎司）
- Shining Resonance Refrain Drama CD（ユーマ・イルバーン）
- 消滅都市 ドラマCD（ツバサ[339]）
- 真・女神転生 STRANGE JOURNEY
- スターマイン（陸田行成）※コミックス4・5巻ドラマCD付き特装版[340][341]
- スト☆マニ 〜Strobe☆Mania〜 ドラマCD「冬のご馳走スクランブル」（西城弥生）
- STORM LOVER 2nd 〜臨海学校、その夜〜（一本松ヤマト[342]）
  - STORM LOVER 2nd ドラマCD 〜ナンバーワン執事を決めろ〜
- 声優で落語くじ（百瀬裕也[343]）
- セン恋。 After Story （高杉司）
- 戦国添い寝シリーズ Vol.5（上杉謙信）
- 高橋さんが聞いている。（御影くん[344]）
- TAP TRAP LOVE（LEE）
- TARI TARI ドラマCD 旅立ちの歌（田中大智）
- ディア♥ヴォーカリスト シリーズ（ヨシュア[345]）
- テイルズ オブ ヴェスペリア 虚空の仮面 後編（クオマレ）
- 虹色デイズ（片倉恵一）※コミックス第7巻ドラマCD付限定版[346]
- Sound Drama NOeSIS -嘘を吐いた記憶の物語-（鹿倉時雨[347]）
- 灰と幻想のグリムガル（マナト）※ノベルス第13巻ドラマCD付き特装版
- 華ノ幕末 恋スル蝶 第五夜（沖田総司[348]）
- ハルチカ〜ハルタとチカは青春する〜 ドラマCD「文化祭オペレッタ」（マレン・セイ[349]）
- 春待つ僕ら（浅倉永久） - コミックス第7・9・12巻ドラマCD付特装版、デザート2017年7月号・2018年5月号・2019年8月号
- 百錬の覇王と聖約の戦乙女（周防勇斗[350]）
- humANdroid 〜マイカノセンゲン！〜 Vol.3 Type H（鳳凰寺皇[351]）
- Fate/Grand Order シリーズ（主人公[352]〈藤丸立香〉）
  - First Take - 「TYPE-MOONエース Fate/Grand Order」付録
  - The Blue Bird - 「コンプティーク 2016年4月号」付録
  - 英霊伝承ドラマCD 英霊伝承異聞 〜巌窟王 エドモン・ダンテス〜（モンテ・クリスト伯爵[353]） - 「Fate/Grand Order カルデアエース」付録
  - 劇場版 Fate/Grand Order -神聖円卓領域キャメロット- 後編 Paladin; Agateram 豪華版パンフレット付属「Character Radio CD」（2021年）
- TVアニメ「ファンタシースターオンライン2 ジ アニメーション」ドラマCD 〜清雅祭2027成功への道!〜（茅野コウタ[354]）
- Free! シリーズ（七瀬遙）
  - Free! ドラマCD 岩鳶高校水泳部 活動日誌1・2[355]
  - Free! Illustration WORKS
  - Free!-Eternal Summer- ドラマCD 岩鳶・鮫柄水泳部 合同活動日誌1・2
  - Free!-Eternal Summer- あの夏のロングスローディスタンス vol,1 - 7
  - Free!-Eternal Summer- Special Event Premium CD
  - 映画 ハイ☆スピード!-Free! Starting Days- ドラマCD 岩鳶中学水泳部 活動日誌（七瀬遙）
- ドラマCD プリンスPia♥キャロット〜アプローチディスク〜（鈴城瞬[356]）
- ぽちゃぽちゃ水泳部（健太[357]）
- MANSHIN荘シークレットサービス シリーズ（五頭・PAIN・護）[358]
  - MANSHIN荘シークレットサービス Karte.1
  - MANSHIN荘シークレットサービス アンソロジー
  - MANSHIN荘シークレットサービス 恐怖！ 廃病院に突入せよ！
- みやびうた 〜雅恋歌〜 紫陽花の恋（為尊親王[359]）
- 弱キャラ友崎くん（水沢孝弘）※文庫第8.5巻ドラマCD付特装版[360]
- ヒロインたるもの!〜嫌われヒロインと内緒のお仕事〜 スペシャルサニーパーティー グッズ付きチケット特典ドラマCD（柴崎愛蔵）

### BLCD
- いただきます、ごちそうさま（耕太）
- キャッスルマンゴー（春日）
- 佐々木と宮野（鍵浦昭）
- 花降楼シリーズ（椛）
  - 恋煩う夜降ちの手遊び
  - 臈たし甘き蜜の形代
- 恋する暴君5（男）
- 抱かれたい男1位に脅されています。（二宮雪生）
  - 抱かれたい男1位に脅されています。2
- セブンティーンシロップ（瀬尾謙太郎）
- できちゃった男子 シリーズ（志賀隆介）
  - できちゃった男子 ハーレム編
  - できちゃった男子 ハネムーン編
  - できちゃった男子 ハングリー編
  - できちゃった男子 波留日編
  - できちゃった男子 波留日のカレシ編
- なつめくんはなんでもしってる（大崎棗）
- 生意気ヒエラルキー（大河原光希）
- 能美先輩の弁明（能美正孝）
- ハートの隠れ家 (1) （川村春人[361]）
  - ハートの隠れ家 (2)
- 僕はすべてを知っている シリーズ（浅野歩）
  - 僕はすべてを知っている
  - 僕はすべてを知っている2・3
- みなと商事コインランドリー（2021年－2023年、香月慎太郎）
  - みなと商事コインランドリー2
- 迷える庶民に愛の手を（学生）
- 碧の王子 Prince of Silva（蓮・甲斐谷・シウヴァ[362]）
- 野獣で初恋（学生）
- 夜ごと蜜は滴りて2（手下）
- ラブカフェモカ（伊勢谷一郎）
- ワルイ恋人じゃダメ？ （生徒）

### 朗読CD
- 全作品人気キャラクター 名台詞55朗読CD[363] ※デザート2月号付録

### デジタルコミック
- VOMIC 虹色デイズ（2013年、片倉恵一）
- VOMIC 暗殺教室（2013年、赤羽業）
- A-koe 怪談イズデッド（2015年、テケテケ[364][365]）
- 告白実行委員会〜恋愛シリーズ〜『ロメオ』（2017年、愛蔵[366]）
- 白聖女と黒牧師（2019年、ローレンス[367]）
- 思い、思われ、ふり、ふられ（2020年、山本理央[368]）
- 7年後のバッドエンド（2021年、不二崎悠富[369]）
- マジカル★エクスプローラー エロゲの友人キャラに転生したけど、ゲーム知識使って自由に生きる（2021年、瀧音[370]）
- Fate/Grand Order 藤丸立香はわからない（2021年、藤丸立香[371]）
- スピードドラゴン 荒賀龍太郎物語（2021年、木内記者[372]）
- 売られた辺境伯令嬢は隣国の王太子に溺愛される（2023年、ケネス王子[373]）
- 少女マンガのヒーローになりたいのにヒロイン扱いされる俺。（2023年、山之内佐空[374]）
- 空っぽ聖女として捨てられたはずが、嫁ぎ先の皇帝陛下に溺愛されています（2024年、フェリクス[375]）
- 推しに認知してもらうためにアイドル始めました。（2024年、ナイ/ゼロ[376]）

### 吹き替え

#### 映画
- Death Note/デスノート（2017年、ライト・ターナー〈ナット・ウルフ〉）
- アリータ: バトル・エンジェル（2019年、ヒューゴ〈キーアン・ジョンソン〉[377]）
- 移動都市/モータル・エンジン（2019年、トム・ナッツワーシー〈ロバート・シーハン〉[378]）
- モーリス（2019年、クライヴ〈ヒュー・グラント〉[379]）※ムービープラス版
- キル・チーム（2021年、アンドリュー〈ナット・ウルフ〉[380]）
- ブルー きみは大丈夫（2024年、マジシャン・マウス[381]）

#### ドラマ
- ブルーブラッド 〜NYPD家族の絆〜（2010年）
- ゲーム・オブ・スローンズ（2013年、ジョフリー・バラシオン〈ジャック・グリーソン〉）
- 100 オトナになったらできないこと（2016年、フェンウィック・フレイジャー〈ジャヒーム・K・トゥームズ〉[382]）
- ヴァンパイア・ダイアリーズ シーズン7（2016年、青年時代のデイモン・サルバトーレ）
- ウィンター・キング:アーサー王物語（2024年、ダーヴェル〈スチュアート・キャンベル〉[383]）

#### アニメ
- 犬ヶ島（2018年、ヒロシ編集長[384]）
- バービー: ドリームハウス・アドベンチャー（英語版）（2019年、ケン[385]）
- 魔道祖師（2021年、温寧[386]）
- 天官賜福 貮（2024年、師青玄〈男〉）

### ラジオ
※はインターネット配信。
- 島﨑信長と松岡禎丞のマジメかっっっ!!!（2012年 - 2013年、携帯用「声優アニメイト」おしゃべり放送局※）
- アニ○ズのわいわいきゃいきゃい!（2012年、AG-ON※・ニコニコ動画※・HiBiKi Radio Station※[387]、音泉※[388]）
- 花とゆめ 男子会!?らじお（2012年 - 、音泉※[389]）
- 恋愛トークバラエティ「好きなよ。部」（2012年 - 2013年、超!A&G+※[390]）
- ラジオ ゼッタイ☆スター（2012年、HiBiKi Radio Station※[391]）
- デート・ア・ラジオ DATE A RADIO（2013年 - 2014年、HiBiKi Radio Station※[392]）
- イワトビちゃんねる（2013年、ランティスウェブラジオ※・音泉※）
- ダイヤのA 〜ネット甲子園〜（2013年 - 2016年、音泉※[393]・HiBiKi Radio Station※[394]）
- イワトビちゃんねるS（2013年 - 2014年、ランティスウェブラジオ※・音泉※）
- 魅惑ツアーズ <島﨑信長&増田俊樹 編>（2014年、アニメイトTV※）
- イワトビちゃんねるES（2014年 - 2015年、ランティスウェブラジオ※・音泉※）
- 俺物語!! 頼りになるラジオ!!（2015年、アニメイトTV※）
- アクティヴレイドRADIO（2016年、音泉※）[395]
- はんだらじお 〜島﨑信長と興津和幸のきっさマウンテンで待ち合わせ〜（2016年、アニメイトタイムズ※・アニメイトチャンネル※・dアニメストア※）
- Radio18if〜キミト ツナガル ラジオ〜（2017年、音泉※）[396]
- イワトビちゃんねるDF（2018年、音泉※）[397]
- ソードアート・オンエアー アリシゼーション（2018年 - 2019年、音泉※）[398]
- 東海オンエア虫眼鏡・島﨑信長　声YouラジオZ（2020年 - 2024年、音泉※）[399]
- 島﨑信長のパケドリ。（2022年 - 、超!A&G+※）[400]

### ラジオCD
- 近藤隆のももんがあッCD 島﨑信長の乱
- ダイヤのA 〜ネット甲子園〜 シリーズ
  - ダイヤのA 〜ネット甲子園〜 スペシャルCD
  - ダイヤのA 〜ネット甲子園〜 Vol.1 - 5
- TARI TARIラジオ ゆったりまったり放課後日誌 Vol.1・2
- デート・ア・ライブ Presents デート・ア・ラジオ デラックスBOX 1 - 3
- Free! ラジオCD イワトビちゃんねる Vol.1・2
- Free! ラジオCD イワトビちゃんねるES  Vol.1・2

### オーディオドラマ
- 花の慶次 -雲のかなたに-（2012年、主馬の部下、草間弥之助）
- 英雄教室（ブレイド[401] - 小説第7巻限定版特典オーディオシリアルコード
- エクスタス・オンライン（堂巡駆流 / 魔王ヘルシャフト[402]） - 「試聴版」および第2巻購入者特典「完全版」オーディオドラマQRコード
- 西野 〜学内カースト最下位にして異能世界最強の少年〜（竹内君[403]）
- マジカル★エクスプローラー エロゲの友人キャラに転生したけど、ゲーム知識使って自由に生きる（瀧音幸助） - 小説第2巻特典オーディオドラマQRコード付きイラストカード[404]
- 茉莉花官吏伝 / 十三歳の誕生日、皇后になりました。（2020年 - 2022年、珀陽） - 2作品[405][406]
- 婚約者が浮気相手と駆け落ちしました。王子殿下に溺愛されて幸せなので、今さら戻りたいと言われても困ります。（2022年、サルジュ） - 小説第1巻紙書籍初回特典挿しボイスコード[407]
- ASMR『彼ナビ』〜ラグジュアリーフライトツアー〜（2023年、佐倉悠[408]）
- 燈の守り人〜幻想夜話〜（2024年、羽根田灯台[409]）

### CM
- 一迅社 gateau（2014年）ナレーション[410]
- KADOKAWA あすかコミックスCL-DX 神様☆ダーリン（2015年[411]・2016年[412]）
- 日清食品 カップヌードルHUNGRY DAYS『サザエさん篇』（2017年11月22日）マスオ 役[413]
- Yahoo! JAPAN WEBCM 3.11企画 いま、わたしができること（2020年）[414]
- STREAM（株式会社 スマートプラス）株ロト キャンペーン福岡エリア限定CM（2020年 3月）キャラクターボイス
- MoccHi SKIN「シェアするシャンプーMoccHi SKINオリジナルイケメンボイスドラマ」WEB CM（2021年）[415]
- UR「とあるbarにて」「プロポーズシリーズ」ラジオCM（2022年）[416][417]
- 味の素 Cook Do CM「コチュジャン」「熟成豆板醤」（2022年）[418]
- 資生堂 AQUALABEL（2025年）ナレーション[419]

### PV
- カミサマ×おれさま×旦那様!? PV（2013年、ナレーション[420]）
- 四十七大戦 PV（2017年 - 2018年、鳥取さん）
- 娘じゃなくて私が好きなの!? PV（2021年、左沢巧[421]）
- 古き掟の魔法騎士 PV（2021年、シド＝ブリーツェ[422]）
- ふたりで恋をする理由 PV（2021年、美園純[423]）
- WIND BREAKER PV（2021年、蘇枋隼飛[424]）
- 婚約者が浮気相手と駆け落ちしました。王子殿下に溺愛されて幸せなので、今さら戻りたいと言われても困ります。 PV（2022年、サルジュ[425]）
- きみは面倒な婚約者 PV（2024年、ナレーション、橘はじめ[426]）

### ナレーション
- 友だち+プラス（2017年4月25日 - 9月19日、TBS）
- 歴史秘話ヒストリア（NHK総合）※ボイスオーバー
- 一般社団法人こもろ観光局観光PR動画「小諸で待ってる」[427]
- さし旅（2018年8月 - 、NHK）※マニ男
- Go for! TOKYO2020 東京パラリンピックへ（2018年8月30日 - 9月8日、NHK総合）
- しゅみじん。〜世界コスプレ計画〜（2019年10月 - 、BS日テレ）
- 映画『永遠の1分。』予告編（2022年）

### テレビドラマ
- 光秀のスマホ（2020年10月12日 - 28日、NHK総合） - 織田信長 役（声の出演）[428]
- 光秀のスマホ 歳末の陣（2020年12月25日、NHK総合） - 織田信長 役[429]
- 119エマージェンシーコール 第4話・最終話（2025年2月3日・3月31日、フジテレビ） - 通報者 役（声の出演）[430]

### テレビ番組
※はインターネット配信。
- 石川英郎のアニ○スタジオ（2011年11月 - 2013年3月、ニコニコ生放送※）
- モテ福（2013年4月26日 - 2014年、テレビ埼玉）タヌキオの声、暗田魔太郎の声、百万石万作の声[431]）
- club RAINBOW〜虹色デイズ〜（2016年1月10日 - 4月3日、TOKYO MX）[432]
- Let's天才てれびくん（2016年2月1日 - 3日、NHK Eテレ）ぎやみの声
- 島崎信長・松岡禎丞 コミック☆プリンスカフェ（2017年1月28日・2018年2月24日、日テレプラス）[433][434]
- 動画で分かる！Fate/Grand Order（2018年 - 2019年、YouTube※）ノッブの声
- Say U Play【公式声優チャンネル】（2020年 - 、YouTube※）[435]

### 映像商品
- ときめきレシピ チャレンジクッキング編 〜松岡禎丞&島﨑信長〜（2012年）
- DVD&DJCD 魅惑ツアーズ 島﨑信長&増田俊樹 編 前編・後編（2014年）
- 人狼バトル〜人狼VS騎士〜（2014年）
- モテ福2（2015年）
- 小野賢章がゆく 旅友 第一弾〜ゲスト 島﨑信長篇〜（2015年）
- 東京乙女レストラン シリーズ（2015年）[436] - 2シリーズ[一覧 44]
- club RAINBOW vol.1 - 3（2016年）[437]
- 江口拓也の俺たちだってもっと癒されたい！3（2017年）

### 舞台
- もうひとつの竜馬伝 -配役を探す八人の登場人物-（2010年11月23日 - 25日、青山円形劇場）
- Kiramune Presents リーディングライブ「悪魔のリドル〜escape 6〜」（2013年10月26日、舞浜アンフィシアター）東兎角
- ノブナガ・ザ・フール 第3回公演“act.3 〜最後の晩餐〜”（2014年7月20日、有明コロシアム）オダ・ノブカツ
- 劇団ヘロヘロQカムパニー 第35回公演「舞台版・声優に死す 〜other side〜」（2017年10月22日、全労済ホール スペース・ゼロ）日替わりゲスト
- 劇団ヘロヘロQカムパニー 第36回公演「舞台版・無限の住人〜完結編〜」（2018年5月13日 - 22日、全労済ホール スペース・ゼロ）綾目歩蘭人
- AD-LIVE 2022（2022年9月17日、森のホール21 大ホール）

### ミュージックビデオ
- Eve「約束」MV（2020年）

### プラネタリウム
- Dog Star 君と見上げる冬の星座たち（2021年）

### その他コンテンツ
- サンリオキャラクター「フラガリアメモリーズ」（2023年、シエロモート[438]）
- サンリオキャラクター ｢KIRIMIちゃん.｣（2015年、タイくん[439]）
- 熊本の観光名所案内「声優と旅する_声優音声ガイド」（2018年3月9日 - 2019年3月8日、楠木アキラ[440]）
- NHKオンライン「イケメゾンへようこそ!」（2019年3月 - 2019年6月、大家さん[441]）
- かがみの孤城 オーディオブック（2019年、リオン）
- TOoKA BASEブランド
  - TRUE WIRELESS STEREO EARPHONES 島﨑信長 モデル（2020年、オリジナル音声[442]）
  - TRUE WIRELESS STEREO EARPHONES アニメ『ワールドトリガー』迅・ヒュースモデル（2021年、ヒュース[443]）
- 渋谷エリア・東急グループの施設における新型コロナウイルス感染症予防対策呼びかけメッセージの店内アナウンス（2021年）[444]
- KAIJU DECODE 怪獣デコード -first contact-（2021年、DNAハンター[210]）
- ポニークリーニング 宅配サービスHINOKA「君と始める新生活〜2023春〜」（2023年、松本薫[445][446]）
- シネマサンシャイン「ボイス支配人」（2024年[447]）
- 燈の守り人 灯台音声ガイド 灯台とは（2024年、ナビゲーター）[409]
- 「雀魂」５周年記念ムービー『かわらないもの』（2024年）

## ディスコグラフィ

### キャラクターソング
| 発売日   | 商品名                                                                             | 歌 | 楽曲 | 備考                                                                              |
| 2010年   | 2010年                                                                             | 2010年 | 2010年 | 2010年                                                                            |
| -------- | ---------------------------------------------------------------------------------- | --- | --- | --------------------------------------------------------------------------------- |
| 10月27日 | Justice・伝説を刻め！                                                              | ブレイブバトルウォーリアーズ | 「Justice・伝説を刻め！」 | テレビアニメ『SDガンダム三国伝 BraveBattleWarriors』エンディングテーマ            |
| 2011年   |                                                                                    | | |                                                                                   |
| 11月23日 | Romance Chase                                                                      | 西城弥生（島﨑信長） | 「ボクらの空」 「Everlasting 〜BLUE BIRD version〜」 | ゲーム『スト☆マニ 〜Strobe☆Mania〜』挿入歌                                        |
| 2012年   |                                                                                    | | |                                                                                   |
| 8月8日   | 潮風のハーモニー                                                                   | 白浜坂高校合唱部 | 「潮風のハーモニー」 | テレビアニメ『TARI TARI』エンディングテーマ                                       |
| 9月26日  | TARI TARI ミュージックアルバム 〜歌ったり、奏でたり〜                              | 白浜坂高校生徒一同 | 「白浜坂高校校歌」 | テレビアニメ『TARI TARI』挿入歌                                                   |
| 9月26日  | TARI TARI ミュージックアルバム 〜歌ったり、奏でたり〜                              | 宮本来夏（瀬戸麻沙美）、沖田紗羽（早見沙織）、田中大智（島﨑信長） | 「白浜坂高校校歌（ラテン Ver.）」 | テレビアニメ『TARI TARI』挿入歌                                                   |
| 9月26日  | TARI TARI ミュージックアルバム 〜歌ったり、奏でたり〜                              | 白浜坂高校合唱部 | 「Hau'oli♪」 | テレビアニメ『TARI TARI』挿入歌                                                   |
| 9月26日  | TARI TARI ミュージックアルバム 〜歌ったり、奏でたり〜                              | 白浜坂高校合唱部 | 「潮風のハーモニー（4人Ver.）」 | テレビアニメ『TARI TARI』エンディングテーマ                                       |
| 9月26日  | TARI TARI ミュージックアルバム 〜歌ったり、奏でたり〜                              | 白浜坂高校合唱部 | 「心の旋律（#6ED Ver.）」 「潮風のハーモニー（5人Ver.）」 「潮風のハーモニー（#13ED Ver.）」                                                                 | テレビアニメ『TARI TARI』エンディングテーマ                                       |
| 9月26日  | TARI TARI ミュージックアルバム 〜歌ったり、奏でたり〜                              | 白浜坂高校合唱部 | 「心の旋律」 | テレビアニメ『TARI TARI』挿入歌                                                   |
| 9月26日  | TARI TARI ミュージックアルバム 〜歌ったり、奏でたり〜                              | 西之端ヒーローショウテンジャー | 「熱闘ヒーローガンバライジャー（#10 Ver.）」 「熱闘ヒーローガンバライジャー」                                                                                | テレビアニメ『TARI TARI』挿入歌                                                   |
| 9月26日  | TARI TARI ミュージックアルバム 〜歌ったり、奏でたり〜                              | 白浜坂高校合唱部&声楽部 | 「radiant melody」 | テレビアニメ『TARI TARI』挿入歌                                                   |
| 11月14日 | TARI TARI キャラクターソングアルバム 空盤 〜見上げたり、はばたいたり〜             | 田中大智（島﨑信長）、ウィーン（花江夏樹） | 「情熱になって」 | テレビアニメ『TARI TARI』関連曲                                                   |
| 11月14日 | TARI TARI キャラクターソングアルバム 海盤 〜潜ったり、たゆたったり〜               | 沖田紗羽（早見沙織）、田中大智（島﨑信長） | 「明日への道」 | テレビアニメ『TARI TARI』関連曲                                                   |
| 2013年   |                                                                                    | | |                                                                                   |
| 3月27日  | 下天の華 キャラクターソング集                                                      | 森蘭丸（島﨑信長） | 「永久に誓う」 | ゲーム『下天の華』関連曲                                                          |
| 3月27日  | 真・三國無双7 キャラクターソング集III 〜蜀〜                                       | 関興（島﨑信長） | 「Heart Beat」 | ゲーム『真・三國無双7』関連曲                                                     |
| 4月10日  | TARI TARI ドラマCD 旅立ちの歌                                                      | 白浜坂高校合唱部 | 「旅立ちの歌」 | テレビアニメ『TARI TARI』関連曲                                                   |
| 6月20日  | 最恋<サイレン>                                                                     | Yamato（島﨑信長）、Makoto（江口拓也） | 「最恋<サイレン>」 「アイノウタ」 「最恋<サイレン>（会長Ver.）」                                                                                             | ゲーム『STORM LOVER 2nd』主題歌                                                   |
| 8月7日   | SPLASH FREE                                                                        | STYLE FIVE | 「SPLASH FREE」 | テレビアニメ『Free!』エンディングテーマ                                           |
| 8月7日   | SPLASH FREE                                                                        | 七瀬遙（島﨑信長）、橘真琴（鈴木達央） | 「Water Surprise!」 | Webラジオ『イワトビちゃんねる』テーマソング                                       |
| 8月7日   | Free! キャラクターソング Vol.1 七瀬 遙                                             | 七瀬遙（島﨑信長） | 「アオノカナタ」 「JOY」 | テレビアニメ『Free!』関連曲                                                       |
| 10月2日  | Free! オリジナルサウンドトラック Ever Blue Sounds                                  | STYLE FIVE | 「EVER BLUE」 | テレビアニメ『Free!』エンディングテーマ                                           |
| 12月18日 | Free! キャラクターソング・デュエットシリーズ Vol.1 七瀬 遙 & 橘 真琴               | 七瀬遙（島﨑信長）、橘真琴（鈴木達央） | 「Always Here」 「my base, your pace」 | テレビアニメ『Free!』関連曲                                                       |
| 2014年   |                                                                                    | | |                                                                                   |
| 3月5日   | 黒子のバスケ キャラクターソング SOLO SERIES Vol.15 桜井 良                         | 桜井良（島﨑信長） | 「QUICK START」 「あやまりキノコの憂鬱」 | テレビアニメ『黒子のバスケ』関連曲                                                |
| 3月19日  | Free! キャラクターソング・デュエットシリーズ Vol.4 七瀬 遙 & 松岡 凛               | 七瀬遙（島﨑信長）、松岡凛（宮野真守） | 「REAL WAVE」 「きっと忘れない」 | テレビアニメ『Free!』関連曲                                                       |
| 8月6日   | FUTURE FISH                                                                        | STYLE FIVE | 「FUTURE FISH」 | テレビアニメ『Free!-Eternal Summer-』エンディングテーマ                           |
| 8月6日   | FUTURE FISH                                                                        | 七瀬遙（島﨑信長）、橘真琴（鈴木達央）、松岡凛（宮野真守） | 「NEO BLUE BREATHING」 | テレビアニメ『Free!-Eternal Summer-』関連曲                                       |
| 8月12日  | CLOUD NINE                                                                         | 青道高校野球部 | 「CLOUD NINE」 | テレビアニメ『ダイヤのA』エンディングテーマ                                       |
| 8月12日  | CLOUD NINE                                                                         | 降谷暁（島﨑信長） | 「CLOUD NINE」 | テレビアニメ『ダイヤのA』関連曲                                                   |
| 8月20日  | デート・ア・ライブII ミュージック・セレクション DATE A "HAPPY" MUSIC               | 五河士道（島﨑信長） | 「calling」 | テレビアニメ『デート・ア・ライブII』関連曲                                        |
| 8月20日  | Free!-Eternal Summer- キャラクターソング Vol.1 七瀬 遙                             | 七瀬遙（島﨑信長） | 「Deep Moment」 「Navy Tomorrow」 | テレビアニメ『Free!-Eternal Summer-』関連曲                                       |
| 8月31日  | 黒子のバスケ SOLO MINI ALBUM Vol.5 青峰大輝 - Formless Beat -                      | 青峰大輝（諏訪部順一） feat.桜井良（島﨑信長）、桃井さつき（折笠富美子） | 「GO GO☆桐皇」 | テレビアニメ『黒子のバスケ』関連曲                                                |
| 9月10日  | ダイヤのA キャラクターソングシリーズ Vol.2 降谷暁                                  | 降谷暁（島﨑信長） | 「VIOLENT WIND」 | テレビアニメ『ダイヤのA』関連曲                                                   |
| 10月8日  | Free!-Eternal Summer- オリジナルサウンドトラック Clear Blue Notes                  | 七瀬遙（島﨑信長）、橘真琴（鈴木達央）、葉月渚（代永翼）、竜ヶ崎怜（平川大輔）、松岡凛（宮野真守）、山崎宗介（細谷佳正）、似鳥愛一郎（宮田幸季）、御子柴百太郎（鈴村健一） | 「Clear Blue Departure」 | テレビアニメ『Free!-Eternal Summer-』エンディングテーマ                           |
| 10月29日 | グラスリップ キャラクターソングアルバム 歌声の欠片                                 | 井美雪哉（島﨑信長） | 「もう一度走り出すために」 | テレビアニメ『グラスリップ』関連曲                                                |
| 11月5日  | PROMISED FIELD                                                                     | 青道高校野球部 | 「PROMISED FIELD」 | テレビアニメ『ダイヤのA』エンディングテーマ                                       |
| 11月5日  | PROMISED FIELD                                                                     | 降谷暁（島﨑信長） | 「PROMISED FIELD」 | テレビアニメ『ダイヤのA』関連曲                                                   |
| 12月17日 | TARI TARI BD-BOX きゃにめ.jp限定版特典CD                                           | 白浜坂高校合唱部 | 「いつまでも輝きを」 | OVA『TARI TARI』エンディングテーマ                                                |
| 2015年   |                                                                                    | | |                                                                                   |
| 1月28日  | FINAL VICTORY                                                                      | 青道高校野球部 | 「FINAL VICTORY」 | テレビアニメ『ダイヤのA』エンディングテーマ                                       |
| 6月24日  | ミカグラ学園組曲 BD・DVD第1巻特典CD                                                | 二宮シグレ（島﨑信長） | 「革新的ヒロイズム」 | テレビアニメ『ミカグラ学園組曲』関連曲                                            |
| 8月12日  | BLUE WINDING ROAD                                                                  | 青道高校野球部 | 「BLUE WINDING ROAD」 | テレビアニメ『ダイヤのA -SECOND SEASON-』エンディングテーマ                       |
| 8月12日  | BLUE WINDING ROAD                                                                  | 沢村栄純（逢坂良太）、降谷暁（島﨑信長）、小湊春市（花江夏樹） | 「BLUE WINDING ROAD」 | テレビアニメ『ダイヤのA -SECOND SEASON-』関連曲                                   |
| 8月12日  | 「BLUE WINDING ROAD」&「RIVAL」きゃにめ.jp同時購入特典CD                           | 降谷暁（島﨑信長） | 「BLUE WINDING ROAD」 | テレビアニメ『ダイヤのA -SECOND SEASON-』関連曲                                   |
| 8月26日  | キャラクターCD「SERVAMP-サーヴァンプ-」 Vol.3 リヒト＆ロウレス                     | リヒト・ジキルランド・轟（島﨑信長）、ロウレス（木村良平） | 「What's your name?」 | ドラマCD『SERVAMP-サーヴァンプ-』関連曲                                           |
| 8月26日  | キャラクターCD「SERVAMP-サーヴァンプ-」 Vol.3 リヒト＆ロウレス                     | リヒト・ジキルランド・轟（島﨑信長） | 「What's your name?」 | ドラマCD『SERVAMP-サーヴァンプ-』関連曲                                           |
| 12月23日 | TVアニメーション「アクエリオンロゴス」O.S.T.2                                      | 灰吹陽（島﨑信長） | 「この手が世界を救うから」 | テレビアニメ『アクエリオンロゴス』関連曲                                          |
| 2016年   |                                                                                    | | |                                                                                   |
| 1月29日  | 双子の魔法使いリコとグリ おかしな呪文                                              | リコ（水瀬いのり）、グリ（島﨑信長） | 「おかしな呪文」 | キャラクターCD『双子の魔法使いリコとグリ』関連曲                                  |
| 1月29日  | 双子の魔法使いリコとグリ おかしな呪文                                              | グリ（島﨑信長） | 「たまにビター、それがベター」 | キャラクターCD『双子の魔法使いリコとグリ』関連曲                                  |
| 2月3日   | Rainbow Days!                                                                      | 羽柴夏樹（松岡禎丞）、松永智也（江口拓也）、片倉恵一（島﨑信長）、直江剛（内山昂輝） | 「Rainbow Days!」 | テレビアニメ『虹色デイズ』エンディングテーマ                                      |
| 4月29日  | 双子の魔法使いリコとグリ ショコラティー・エール                                    | リコ（水瀬いのり）、グリ（島﨑信長） | 「ショコラティー・エール」 | キャラクターCD『双子の魔法使いリコとグリ』関連曲                                  |
| 4月29日  | 双子の魔法使いリコとグリ ショコラティー・エール                                    | グリ（島﨑信長） | 「チョコをください」 | キャラクターCD『双子の魔法使いリコとグリ』関連曲                                  |
| 5月25日  | ハルチカ〜ハルタとチカは青春する〜 キャラクターソングミニアルバム 〜ボーイズ〜     | マレン・セイ（島﨑信長） | 「ENJOY GATHERING!」 | テレビアニメ『ハルチカ〜ハルタとチカは青春する〜』関連曲                          |
| 6月22日  | FORBIDDEN★STAR Epicurean 1st                                                       | 戌井ケラ（江口拓也）、木戸ロミオ（増田俊樹）、御剣サエ（島﨑信長）、一色ノゾミ（鈴木裕斗） | 「Check it Love!」 「CROSSLINK」 | 『FORBIDDEN★STAR』関連曲                                                          |
| 7月6日   | TVアニメ「ファンタシースターオンライン2 ジ アニメーション」キャラクターソングCD    | 茅野コウタ（島﨑信長） | 「冥刻に穿たれるジャッジメント・コア」 | テレビアニメ『ファンタシースターオンライン2 ジ アニメーション』関連曲             |
| 7月6日   | 働かざるもの食うべからず!!                                                         | 鷹取円（島﨑信長） | 「青空」 | テレビアニメ『少年メイド』関連曲                                                  |
| 10月5日  | はんだくん キャラクターソングミニアルバム                                          | 半田清（島﨑信長） | 「1/10の青空」 | テレビアニメ『はんだくん』関連曲                                                  |
| 10月26日 | FORBIDDEN★STAR Epicurean 2nd                                                       | 戌井ケラ（江口拓也）、木戸ロミオ（増田俊樹）、御剣サエ（島﨑信長）、一色ノゾミ（鈴木裕斗） | 「Dream on Stage!」 「Nonstop Magic」 | 『FORBIDDEN★STAR』関連曲                                                          |
| 11月16日 | ブラッディ・ムーン                                                                 | 海藤瞬（島﨑信長） | 「ブラッディ・ムーン」 | テレビアニメ『斉木楠雄のΨ難』挿入歌                                               |
| 11月23日 | Prince×Prince                                                                      | From4to7 | 「Prince×Prince」 | テレビアニメ『私がモテてどうすんだ』オープニングテーマ                            |
| 11月23日 | Prince×Prince                                                                      | 四ノ宮隼人（松岡禎丞）、六見遊馬（島﨑信長） | 「未来へのエール」 | テレビアニメ『私がモテてどうすんだ』関連曲                                        |
| 2017年   |                                                                                    | | |                                                                                   |
| 4月5日   | ☆2nd SHOW TIME 1☆ 揚羽&揚羽×蜂矢                                                   | 揚羽陸（島﨑信長） | 「MOON Holic」 | テレビアニメ『スタミュ』第2期挿入歌                                               |
| 4月5日   | ☆2nd SHOW TIME 1☆ 揚羽&揚羽×蜂矢                                                   | 揚羽陸（島﨑信長）、蜂矢聡（高梨謙吾） | 「Nervous-aid」 | テレビアニメ『スタミュ』第2期関連曲                                               |
| 5月17日  | お江戸-O・EDO-                                                                     | カブキブロックス | 「お江戸-O・EDO-」 | テレビアニメ『カブキブ！』エンディングテーマ                                      |
| 5月24日  | ☆2nd SHOW TIME 8☆ 星谷×揚羽&揚羽×遥斗                                              | 星谷悠太（花江夏樹）、揚羽陸（島﨑信長） | 「Knock on Dream!」 | テレビアニメ『スタミュ』第2期挿入歌                                               |
| 5月24日  | ☆2nd SHOW TIME 8☆ 星谷×揚羽&揚羽×遥斗                                              | 揚羽陸（島﨑信長）、月皇遥斗（子安武人） | 「君がまだ知らない世界で」 | テレビアニメ『スタミュ』第2期関連曲                                               |
| 6月7日   | ☆2nd SHOW TIME 10☆ 星谷×柊×鳳&揚羽×蜂矢×北原×南條                                  | 揚羽陸（島﨑信長）、蜂矢聡（高梨謙吾）、北原廉（梅原裕一郎）、南條聖（武内駿輔） | 「Storytellers」 | テレビアニメ『スタミュ』第2期関連曲                                               |
| 6月21日  | ☆2nd SHOW TIME 12☆ team鳳&team柊&揚羽×蜂矢×北原×南條&オールキャスト                | 揚羽陸（島﨑信長）、蜂矢聡（高梨謙吾）、北原廉（梅原裕一郎）、南條聖（武内駿輔） | 「Gift」 | テレビアニメ『スタミュ』第2期関連曲                                               |
| 6月21日  | ☆2nd SHOW TIME 12☆ team鳳&team柊&揚羽×蜂矢×北原×南條&オールキャスト                | オールキャスト | 「Gift 〜カーテンコール〜」 | テレビアニメ『スタミュ』第2期挿入歌                                               |
| 7月19日  | 「劇場版 Free!-Timeless Medley-」オリジナルサウンドトラック                        | STYLE FIVE | 「RISING FREE」 | 劇場アニメ『劇場版 Free!-Timeless Medley-』主題歌                                 |
| 8月16日  | ディア♥ヴォーカリスト Wired エントリーNo.2 ヨシュア                                | JOSHUA（島﨑信長） | 「アーティストナイト」 「そばにいて」 | キャラクターCD『ディア♥ヴォーカリスト』関連曲                                     |
| 10月4日  | 18if 主題歌集                                                                      | 月城遥人（島﨑信長） | 「if」 | テレビアニメ『18if』エンディングテーマ                                            |
| 11月8日  | FREE-STYLE SPIRIT/What Wonderful Days!!                                            | STYLE FIVE | 「FREE-STYLE SPIRIT」 | 劇場アニメ『特別版 Free!-Take Your Marks-』オープニングテーマ                     |
| 11月8日  | FREE-STYLE SPIRIT/What Wonderful Days!!                                            | 岩鳶町のゆかいな仲間たち | 「What Wonderful Days!!」 | 劇場アニメ『特別版 Free!-Take Your Marks-』エンディングテーマ                     |
| 11月29日 | ハイリゲンシュタットの歌 オリジナルサウンドトラック                                | アルシェ（島﨑信長） | 「君への歌 fromアルシェ」 | ゲーム『ハイリゲンシュタットの歌』関連曲                                          |
| 2018年   |                                                                                    | | |                                                                                   |
| 1月24日  | ボーイフレンド（仮）プロジェクト ミュージックアルバム 藤城学園 #02                 | vanitas | 「Terminus」 | ゲーム『ボーイフレンド（仮）きらめき☆ノート』関連曲                               |
| 2月23日  | 双子の魔法使いリコとグリ ソロシリーズ グリ「Simple→Dimple」                        | グリ（島﨑信長） | 「Simple→Dimple」 「ユ・エ・ナ・イ シンクロニシティ」 | キャラクターCD『双子の魔法使いリコとグリ』関連曲                                  |
| 2月28日  | Ψレントプリズナー                                                                  | 斉木ックラバー feat.斉木楠雄（神谷浩史）、燃堂力（小野大輔）、海藤瞬（島﨑信長） | 「Ψレントプリズナー」 | テレビアニメ『斉木楠雄のΨ難』第2期オープニングテーマ                              |
| 4月18日  | ディア♥ヴォーカリスト Xtreme エントリーNo.2 ヨシュア                               | JOSHUA（島﨑信長） | 「アメィジング」 「Dear…」 | 『ディア♥ヴォーカリスト』関連曲                                                   |
| 8月22日  | GOLD EVOLUTION                                                                     | STYLE FIVE | 「GOLD EVOLUTION」 | テレビアニメ『Free!-Dive to the Future-』エンディングテーマ                       |
| 8月22日  | GOLD EVOLUTION                                                                     | 七瀬遙（島﨑信長）、橘真琴（鈴木達央） | 「DEEP-DEEP-DEEP」 | テレビアニメ『Free!-Dive to the Future-』関連曲                                   |
| 9月19日  | 「ディア♥ヴォーカリスト THE BEST Rock Out!!! #2」TYPE A レオード・モモチ・ヨシュア | JOSHUA（島﨑信長） | 「あなたへと。」 「Silver Rain Saga」 | 『ディア♥ヴォーカリスト』関連曲                                                   |
| 9月19日  | 「ディア♥ヴォーカリスト THE BEST Rock Out!!! #2」TYPE B エーダッシュ・ジュダ・ユゥ | JOSHUA（島﨑信長） | 「最終電車」 | 『ディア♥ヴォーカリスト』関連曲                                                   |
| 9月26日  | TAKE A DREAM!!                                                                     | 望月悠馬（島﨑信長）、花房柳（古川慎）、新兎千里（花江夏樹）、獅子丸孝臣（内田雄馬）、針宮藤次（豊永利行）、三毛門紫音（蒼井翔太） | 「TAKE A DREAM!!」 | ゲーム『DREAM!ing』主題歌                                                         |
| 9月28日  | 双子の魔法使いリコとグリ Swiiiiiits! ユニットソング「Swiiiiiitest Party!!」        | Swiiiiiits! | 「Swiiiiiitest Party!!」 | キャラクターCD『双子の魔法使いリコとグリ』関連曲                                  |
| 9月28日  | 覇穹 封神演義 BD・DVD第7巻特典CD                                                   | 普賢真人（島﨑信長） | 「∞の櫻 〜Eien no Sakura〜」 | テレビアニメ『覇穹 封神演義』関連曲                                               |
| 10月10日 | Deep Blue Harmony                                                                  | 七瀬遙（島﨑信長）、橘真琴（鈴木達央）、松岡凛（宮野真守）、椎名旭（豊永利行）、桐嶋郁弥（内山昂輝）、葉月渚（代永翼）、竜ヶ崎怜（平川大輔） | 「Blue Destination」 | テレビアニメ『Free!-Dive to the Future-』エンディングテーマ                       |
| 10月24日 | スタミュ in ハロウィン BD・DVD特典CD                                               | 星谷悠太（花江夏樹）、辰己琉唯（岡本信彦）、揚羽陸（島﨑信長）、北原廉（梅原裕一郎） | 「Pumpkin Mate♪」 | OVA『スタミュ in ハロウィン』挿入歌                                               |
| 10月24日 | スタミュ in ハロウィン BD・DVD特典CD                                               | 揚羽陸（島﨑信長）、蜂矢聡（高梨謙吾）、南條聖（武内駿輔）、早乙女律（置鮎龍太郎）、双葉大我（保志総一朗） | 「Wanna be Scream?」 | OVA『スタミュ in ハロウィン』挿入歌                                               |
| 10月26日 | 双子の魔法使いリコとグリ ミックスユニットシリーズ「Rouge Noir」                    | Noir Révolution | 「Rouge Noir」 「Rouge Noir -Remix-」 | キャラクターCD『双子の魔法使いリコとグリ』関連曲                                  |
| 10月31日 | Free!-Dive to the Future- キャラクターソングミニアルバム Vol.1 Seven to High       | 七瀬遙（島﨑信長） | 「未来へ、」 | テレビアニメ『Free!-Dive to the Future-』関連曲                                   |
| 2019年   |                                                                                    | | |                                                                                   |
| 1月30日  | ソードアート・オンライン アリシゼーション BD・DVD第1巻特典CD                       | キリト（松岡禎丞）、ユージオ（島﨑信長）、アリス（茅野愛衣） | 「Beginning the destiny」 | テレビアニメ『ソードアート・オンライン アリシゼーション』関連曲                   |
| 2月13日  | 僕等の六等星 〜ゆめライブCD 悠馬&柳〜                                              | 望月悠馬（島﨑信長）、花房柳（古川慎） | 「僕等の六等星」 「グンナイ☆HONEY（柳・悠馬ver.）」 「グンナイ☆HONEY（悠馬・柳ver.）」 「All or Nothing（悠馬・柳ver.）」 「All or Nothing（柳・悠馬ver.）」 | ゲーム『DREAM!ing』関連曲                                                         |
| 3月27日  | BLACK OUT/HAPPY ENTERTAINER 〜ゆめライブCD 黒寮VS白寮〜                            | 望月悠馬（島﨑信長）、花房柳（古川慎）、新兎千里（花江夏樹）、獅子丸孝臣（内田雄馬）、針宮藤次（豊永利行）、三毛門紫音（蒼井翔太）、虎澤一生（深町寿成）、浅霧巳影（立花慎之介）、柴咲真也（山口智広）、白華時雨（小林裕介）、竜ヶ崎仁（武内駿輔）、槙千鶴（土岐隼一）、志部谷幽（畠中祐）、牛若湊（中島ヨシキ）、久磨凛太朗（柿原徹也）、ビアンキ由仁（天野七瑠） | 「TAKE A DREAM!!（特進生集合Ver.）」 | ゲーム『DREAM!ing』関連曲                                                         |
| 5月22日  | デート・ア・ライブIII ミュージック・セレクション DATE A "Unforgettable" MUSIC      | 五河士道（島﨑信長） | 「A.D.V / 僕の日常」 | テレビアニメ『デート・ア・ライブIII』関連曲                                       |
| 7月1日   | POSSIBLE                                                                           | Clover×Clover | 「POSSIBLE」 | Webアニメ『むぎゅっと！ブラッククローバー』オープニングテーマ                     |
| 7月10日  | Forward Blue Waves                                                                 | STYLE FIVE | 「BRAVE DREAM」 | 劇場アニメ『劇場版 Free!-Road to the World-夢』主題歌                             |
| 7月10日  | ☆3rd SHOW TIME 2☆鳳×揚羽×北原&揚羽×蜂矢×北原×南條                                  | 星谷悠太（花江夏樹）、那雪透（小野賢章）、月皇海斗（ランズベリー・アーサー）、天花寺翔（細谷佳正）、空閑愁（前野智昭）、揚羽陸（島﨑信長）、北原廉（梅原裕一郎） | 「NEW NOW!」 | テレビアニメ『スタミュ』第3期挿入歌                                               |
| 7月10日  | ☆3rd SHOW TIME 2☆鳳×揚羽×北原&揚羽×蜂矢×北原×南條                                  | 揚羽陸（島﨑信長）、蜂矢聡（高梨謙吾）、北原廉（梅原裕一郎）、南條聖（武内駿輔） | 「ミス★キャスティング」 | テレビアニメ『スタミュ』第3期関連曲                                               |
| 7月24日  | ☆3rd SHOW TIME 4☆ 春日野詩音&team楪                                                | team楪 | 「ルール*ド*フルール」 | テレビアニメ『スタミュ』第3期関連曲                                               |
| 7月24日  | ソードアート・オンライン アリシゼーション BD・DVD第7巻特典CD                       | ユージオ（島﨑信長） | 「Waking the belief」 | テレビアニメ『ソードアート・オンライン アリシゼーション』関連曲                   |
| 8月7日   | Good Luck My Wave!                                                                 | 七瀬遙（島﨑信長）、橘真琴（鈴木達央） | 「Good Luck My Wave!」 | ラジオCD『復活！イワトビちゃんねるRW』主題歌                                      |
| 8月7日   | Good Luck My Wave!                                                                 | 七瀬遙（島﨑信長）、橘真琴（鈴木達央） | 「GOLD EVOLUTION」 | テレビアニメ『Free! -Dive to the Future-』関連曲                                  |
| 8月7日   | Good Luck My Wave!                                                                 | 七瀬遙（島﨑信長）、松岡凛（宮野真守） | 「GOLD EVOLUTION」 | テレビアニメ『Free! -Dive to the Future-』関連曲                                  |
| 8月7日   | ☆3rd SHOW TIME 6☆ team鳳×team柊×team楪×team漣&那雪シスターズ                       | team鳳、team柊、team楪、team漣 | 「Magic Time Maker」 | テレビアニメ『スタミュ』第3期挿入歌                                               |
| 8月21日  | ディア♥ヴォーカリスト Evolve エントリーNo.2 ヨシュア                               | JOSHUA（島﨑信長） | 「WRONG」 「アイオーン」 | 『ディア♥ヴォーカリスト』関連曲                                                   |
| 8月28日  | ソードアート・オンライン アリシゼーション BD・DVD第8巻特典CD                       | キリト（松岡禎丞）、ユージオ（島﨑信長）、アリス（茅野愛衣） | 「Blazing the future」 | テレビアニメ『ソードアート・オンライン アリシゼーション』関連曲                   |
| 9月18日  | ☆3rd SHOW TIME 12☆ team辰己&team星谷&team2年生                                     | team星谷 | 「高校星歌劇-オンステージ-」 | テレビアニメ『スタミュ』第3期挿入歌                                               |
| 9月18日  | ☆3rd SHOW TIME 12☆ team辰己&team星谷&team2年生                                     | 星谷悠太（花江夏樹）、那雪透（小野賢章）、月皇海斗（ランズベリー・アーサー）、天花寺翔（細谷佳正）、空閑愁（前野智昭）、辰己琉唯（岡本信彦）、申渡栄吾（内田雄馬）、戌峰誠士郎（興津和幸）、虎石和泉（KENN）、卯川晶（松岡禎丞）、揚羽陸（島﨑信長）、蜂矢聡（高梨謙吾）、北原廉（梅原裕一郎）、南條聖（武内駿輔）                                                 | 「我ら、綾薙学園華桜会〜NEXT STAGE〜」 | テレビアニメ『スタミュ』第3期エンディングテーマ                                   |
| 11月27日 | Noble Recollections 03                                                             | ヤーゲル（島﨑信長） | 「L Tactics」 | ゲーム『千銃士』関連曲                                                            |
| 2020年   |                                                                                    | | |                                                                                   |
| 3月25日  | TARI TARI 白浜坂高校合唱（時々バドミントン）部ベストアルバム                       | 白浜坂高校合唱部 | 「思い出の向こうへ」 | 小説『TARI TARI 〜芽吹いたり 照らしたり やっぱり時々歌ったり〜』挿入歌            |
| 10月14日 | ソードアート・オンライン アリシゼーション War of Underworld BD・DVD第6巻特典CD     | キリト（松岡禎丞）、アスナ（戸松遥）、リーファ（竹達彩奈）、シノン（沢城みゆき）、ユージオ（島﨑信長） | 「Recovering the couragey」 | テレビアニメ『ソードアート・オンライン アリシゼーション War of Underworld』関連曲 |
| 11月25日 | 婚約戦争 feat. 瀬戸口優×望月蒼太×芹沢春輝/さみしがりや feat. 柴崎健×柴崎愛蔵       | HoneyWorks feat. 柴崎健（江口拓也）、柴崎愛蔵（島﨑信長） | 「さみしがりや」 | ゲーム『HoneyWorks Premium Live』オープニングテーマ                               |
| 12月8日  | ソードアート・オンライン アリシゼーション War of Underworld BD・DVD第8巻特典CD     | キリト（松岡禎丞）、アスナ（戸松遥）、リーファ（竹達彩奈）、シノン（沢城みゆき）、アリス（茅野愛衣）、ユージオ（島﨑信長） | 「Shining in the worlds」 | テレビアニメ『ソードアート・オンライン アリシゼーション War of Underworld』関連曲 |
| 2021年   |                                                                                    | | |                                                                                   |
| 2月24日  | ディア♥ヴォーカリスト Raving Beats!!! Vol.2 ヨシュア                               | JOSHUA（島﨑信長） | 「FLOWERS」 「優しいオイル」 「浅い夜に耽る。」 | 『ディア♥ヴォーカリスト』関連曲                                                   |
| 3月10日  | ヴォーカル集 アンジェリーク ルミナライズ Sparkle!                                  | ゼノ（島﨑信長） | 「一歩」 | ゲーム『アンジェリーク ルミナライズ』関連曲                                       |
| 8月18日  | STATION IDOL LATCH! 01                                                             | 東海林鈴音 / 東京（小野賢章）、神堂唯姫 / 新宿（田丸篤志）、青葉梟光加人 / 池袋（島﨑信長） | 「Way Up High」 | 『STATION IDOL LATCH!』関連曲                                                     |
| 10月4日  | Blast it! -Short Ver.-                                                             | RE-O-DO（増田俊樹）、JOSHUA（島﨑信長）、JUDAH（斉藤壮馬）、2(YOU)（花江夏樹）、MOMOCHI（豊永利行）、A'（木村良平） | 「Blast it! -Short Ver.-」 | 『ディア♥ヴォーカリスト』関連曲                                                   |
| 10月6日  | 残酷シャングリラ/BLOODY KISS/玉座のGEMINI                                          | LOS†EDEN | 「BLOODY KISS」 | テレビアニメ『ヴィジュアルプリズン』エンディングテーマ                            |
| 10月10日 | ☆SHOW TIME All-Star☆                                                               | 星谷悠太（花江夏樹）、辰己琉唯（岡本信彦）、揚羽陸（島﨑信長）、北原廉（梅原裕一郎） | 「☆☆THANKFUL☆☆」 | テレビアニメ『スタミュ』関連曲                                                    |
| 2022年   |                                                                                    | | |                                                                                   |
| 2月23日  | 佐々木と宮野 キャラクターソングシングル                                            | 平野大河（松岡禎丞）、鍵浦昭（島﨑信長） | 「青いピアス」 | テレビアニメ『佐々木と宮野』関連曲                                                |
| 2月23日  | ヴィジュアルプリズン BD・DVD第3巻特典CD                                            | ミスト・フレーヴ（島﨑信長） | 「My Principal」 | テレビアニメ『ヴィジュアルプリズン』挿入歌                                        |
| 3月23日  | ANGELIST/SACRIFICE/ROYAL CROWN                                                     | LOS†EDEN | 「SACRIFICE」 | テレビアニメ『ヴィジュアルプリズン』挿入歌                                        |
| 6月14日  | We Are Adventures!                                                                 | アイリス（堀江由衣）、クロカ（山根綺）、シロー（菊地燎）、ジン（島崎信長）、サヤ（日高里菜） | 「We Are Adventures!」 | ゲーム『白猫プロジェクト』関連曲                                                  |
| 6月22日  | 「ディア♥ヴォーカリスト Unlimited」エントリーNo.2 Brave Child                      | JOSHUA（島﨑信長） | 「TELOMERE」 「トロイメライ」 | 『ディア♥ヴォーカリスト』関連曲                                                   |
| 7月14日  | We Are Adventures! (Hero comeback ver.)                                            | 主人公（梶裕貴）、アイリス（堀江由衣）、クロカ（山根綺）、シロー（菊地燎）、ジン（島崎信長）、サヤ（日高里菜） | 「We Are Adventures! (Hero comeback ver.)」 | ゲーム『白猫プロジェクト』関連曲                                                  |
| 2025年   |                                                                                    | | |                                                                                   |
| 1月13日  | アークナイツ 5周年記念楽曲集                                                       | テキーラ（島﨑信長） | 「アマイロ」 | ゲーム『アークナイツ』関連曲                                                      |
| 1月13日  | アークナイツ 5周年記念楽曲集                                                       | テキーラ（島﨑信長）、エイヤフィヤトラ（種田梨沙）、パゼオンカ（安済知佳）、W（竹達彩奈） | 「Faraway Holiday」 | ゲーム『アークナイツ』関連曲                                                      |

### その他参加楽曲
| 発売日         | 商品名                                                             | 歌 | 楽曲                                      | 備考                                            |
| -------------- | ------------------------------------------------------------------ | --- | ----------------------------------------- | ----------------------------------------------- |
| 2012年12月26日 | Stride!                                                            | アニ○ズ | 「Stride!」                               | ニコニコ生放送『石川英郎のアニ○スタジオ』関連曲 |
| 2021年2月24日  | Disney 声の王子様 Voice Stars Dream Selection III                  | 島﨑信長 | 「コンパス・オブ・ユア・ハート」          |                                                 |
| 2021年2月24日  | Disney 声の王子様 Voice Stars Dream Selection III                  | 伊東健人、植田圭輔、浦田わたる、太田基裕、岡宮来夢、木村良平、島﨑信長、仲田博喜、仲村宗悟、三浦宏規、森久保祥太郎、加藤和樹、浪川大輔 | 「小さな世界」 「ミッキーマウス・マーチ」 |                                                 |
| 2021年2月24日  | Disney 声の王子様 Voice Stars Dream Selection III アニメイト特典CD | 島﨑信長 | 「小さな世界」                            |                                                 |
| 2021年5月19日  | BLIZZARD / 銀世界                                                  | BURNOUT SYNDROMES | 「BLIZZARD」                              | 掛け声および和歌のボイスを担当。                |
| 2021年11月19日 | Disney 声の王子様 Voice Stars Dream Live 2021 特典DISC3            | 浦田わたる、島﨑信長 | 「パート・オブ・ユア・ワールド」          |                                                 |
| 2021年11月19日 | Disney 声の王子様 Voice Stars Dream Live 2021 特典DISC3            | 伊東健人、植田圭輔、浦田わたる、太田基裕、岡宮来夢、木村良平、島﨑信長、仲田博喜、仲村宗悟、三浦宏規、森久保祥太郎                     | 「フィール・ザ・ラブ」                    |                                                 |
| 2021年11月19日 | Disney 声の王子様 Voice Stars Dream Live 2021 アニメイト特典CD     | 島﨑信長 | 「ミッキーマウス・マーチ」                |                                                 |

## 書籍

### 写真集
- 島﨑信長 1stフォトブック ノブライフ（2016年、主婦の友社）[450] ISBN 978-4-07-402589-3

### 雑誌連載
- ノブライフ(っ＞ڡ＜c)（2014年6月号 - 2016年4月号、声優グランプリ）